# Rio Nhundiaquara
Rio Nhundiaquara är ett vattendrag i Brasilien.   Det ligger i delstaten Paraná, i den södra delen av landet, 1 100 km söder om huvudstaden Brasília.
I omgivningarna runt Rio Nhundiaquara växer i huvudsak städsegrön lövskog. Runt Rio Nhundiaquara är det ganska glesbefolkat, med 42 invånare per kvadratkilometer.